# تشي إيشي
تشي إيشي (باليابانية: \(^o^)/チエ) هي مصارعة محترفة يابانية، ولدت في 5 أبريل 1983 في ناغانو في اليابان.

## وصلات خارجية
- تشي إيشي على موقع قاعدة بيانات المصارعة الدولية (الإنجليزية)
- تشي إيشي على موقع CageMatch worker (الإنجليزية)